# Bogdan Igor Antonyč
Bogdan Igor Antonyč (izgovar: Bohdan Ihor Antonič); (ukr. Богдан Ігор Анто́нич); (Poljska, Nowica, 5. listopada 1909. - Ukrajina, Ljviv, 6. srpnja 1937.); jedan od najvećih ukrajinskih pjesnika. U sovjetskoj Ukrajini Antonyč je bio dugo potiskivan, pa i brisan iz nacionalno-povijesne memorije zbog ideoloških razloga. Intenzivno objavljivanje njegovih djela započelo je tek krajem 1980.-ih i početkom 1990.-ih godina. Karakteristika Antonyčevih djela je unikatan spoj kršćanske aksiologije i »poganske« ushićenosti prirodom. 

## Životopis
Bogdan Igor Antonyč rodio se 5. listopada 1909. u ukrajinskom lemkivskom selu Nowica u današnjoj Poljskoj. Studij polonistike i slavistike završio je na sveučilištu u ukrajinskom Ljvivu. Bio je izvrstan poznavatelj poljskoga jezika i književnosti, školovan u poljskoj multikulturalnoj tradiciji, ali unatoč toj činjenici njegov je izbor u književnom stvaranju bio i ostao materinji ukrajinski jezik. Na ukrajinskom jeziku je pisao i na njemu je prevodio. Umro je 6. srpnja 1937. u Ljvivu u današnjoj Ukrajini sa svega 28 godina. 
Antonyč je bio jedan od vođa kulturnih zbivanja i pokretača političkih previranja u Poljacima kontroliranom Ljvivu. Nije se priklonio ni jednoj struji koja je ignorirala ili negirala autohtono ukrajinstvo njegova kulturno, nacionalno i religijski šarolikoga lemkivskog zavičaja. Taj mu je izbor donio službenu zabranu koja je trajala sve do 60-ih godina, od kada njegovo pjesništvo počinje značajno utjecati na suvremenu ukrajinsku poetiku. Njegov veliki književni značaj u Sovjetskom Savezu i široj okolici je naprosto prešućen.

## Stvaralaštvo
Tek posljednjih osam godina Antonyča odnosi se na njegov stvaralačko-javni angažman. Najzaokruženiji i najvažniji dio Antonyčeva stvaralačkoga opusa čini lirika. Za života su mu objavljene tri zbirke (»Pozdrav životu« - Pryvitannja žyttja, 1931.; »Tri prstena« - »Try persteni«, 1934; »Knjiga Lava« - »Knyga Leva«, 1936), a neposredno nakon smrti još dvije, koje su već za Antonyčeva života u dobroj mjeri bile spremne za objavljivanje (»Zeleno evanđelje« - »Zelena jevangelija«, 1938; »Rotacije« - »Rotaciji«, 1938). 

## Vanjske poveznice
- Pjesme Bogdana Igora Antonyča